# 덴소
덴소 컴퍼니(영어: Denso Corporation,일본어: 株式会社デンソー)은 일본 굴지의 토요타 자동차의 자동차·트럭 부품 제조 및 판매 회사이다. 덴소 일본 아이치현 카리야시에 본사를 둔 글로벌 자동차 부품 제조업체이다.
이 회사는 토요타자동차에서 독립한 후 1949년에 닛폰덴소주식회사(日本電装株式会社)로 설립되었다. 1996년에 지금의 사명인 주식회사 덴소(株式会社デンソー, DENSO CORPORATION)으로 변경했다. 회사 지분의 약 25%는 토요타가 소유하고 있다. 토요타그룹 계열사에 속해 있음에도 불구하고 2016년 3월 기준으로 토요타그룹에 대한 판매는 전체 수익의 50% 미만을 차지한다(수익의 44%는 일본, 독일, 미국의 다른 자동차 제조업체에서 발생함). 그리고 중국). 2016년에 덴소는 세계 4위의 자동차 부품 공급업체였다.
2022년 덴소는 총 매출 490억 달러, 직원 167,950명으로 포춘 글로벌 500 목록에서 278위에 올랐다.
2021년 기준 덴소는 200개의 연결 자회사(일본 64개, 북미 23개, 유럽 32개, 아시아 74개, 오세아니아 및 기타 지역 7개)로 구성되어 있다.

## 같이 보기
- FC 가리야